# Pilosocereus catingicola
Pilosocereus catingicola es una especie de planta fanerógama de la familia Cactaceae.

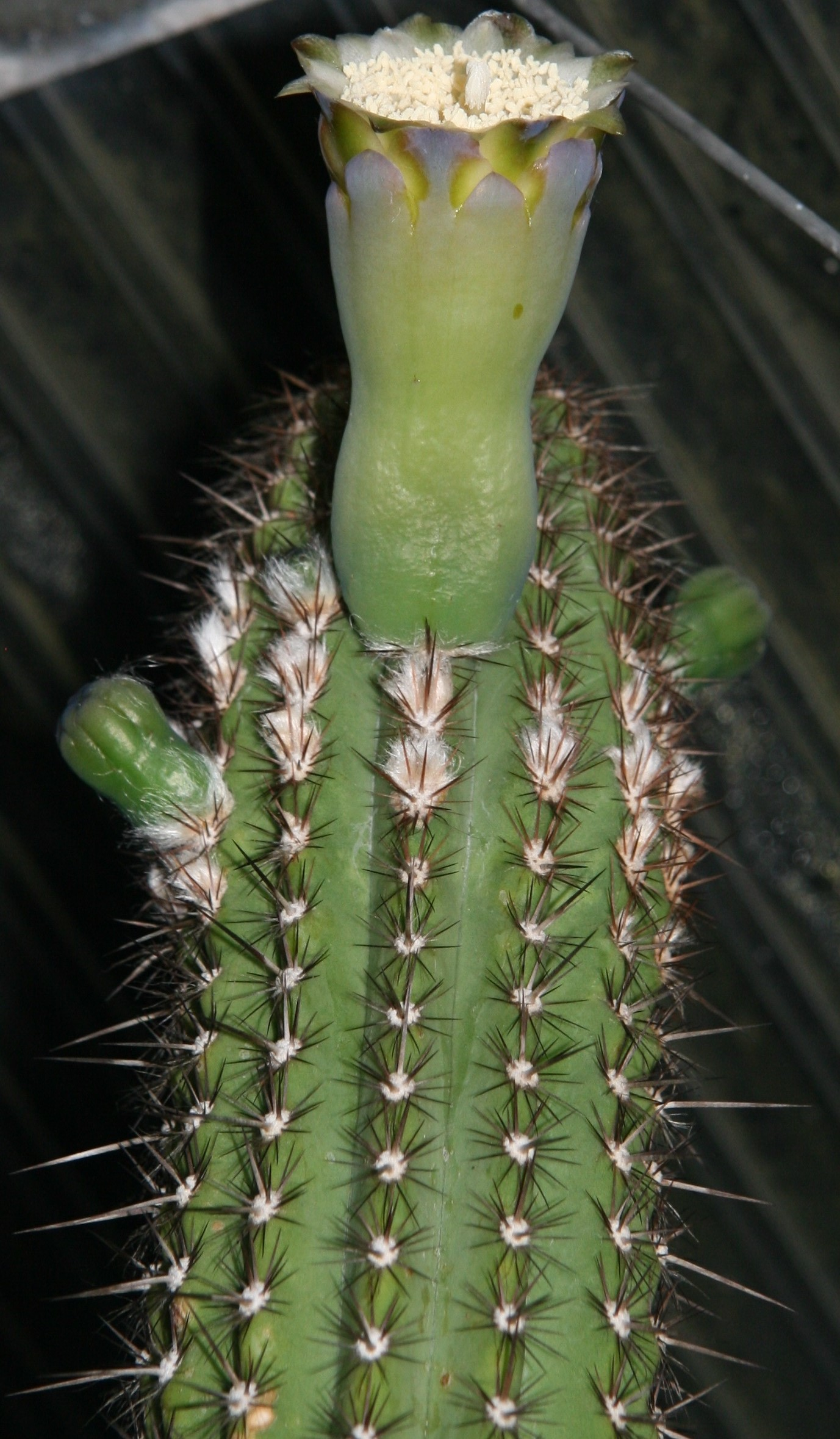
Vista de la planta

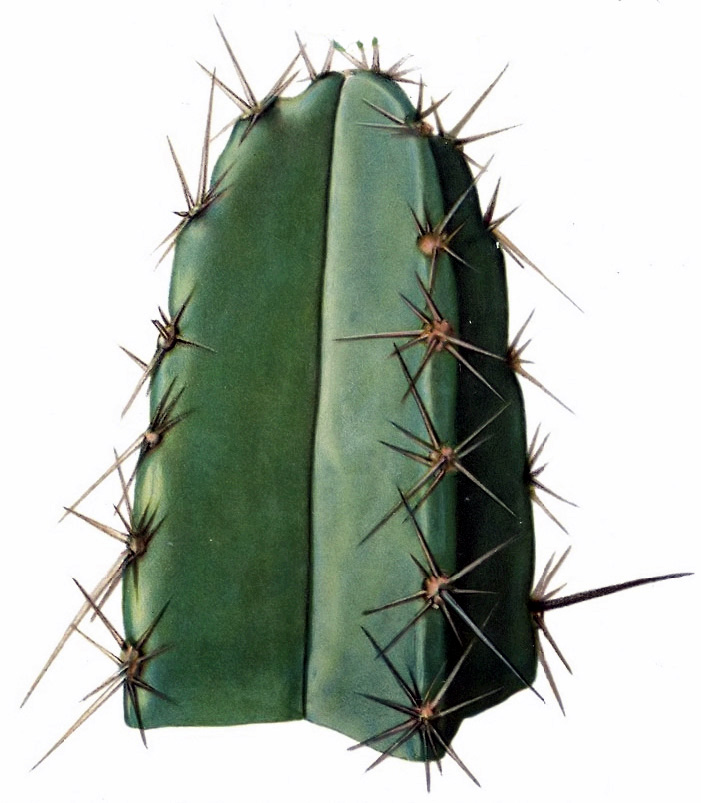
Ilustración

## Hábitat
Es endémica de Alagoas, Bahia, Ceará, Pernambuco, Rio Grande do Norte y Sergipe en Brasil.  Es una especie rara en la vida silvestre.

## Descripción
Pilosocereus catingicola crece con forma arbórea o arbustiva, ramificada por encima de la base y alcanza un tamaño de 3 y 10 metros. Los tallos son de color verde oliva a glauco y tienen diámetros de 3,5 a 12 centímetros. Tiene 4 a 12 costillas disponibles, que a veces tienen ranuras transversales. Las espinas son de color marrón amarillento. Las 1-11 espinas centrales son ascendentes de 0,2-4 centímetros de largo. Las  8-12  espinas radiales son extendidas y de 3 a 13 milímetros de largo. Las areolas con pelo blanco a gris de hasta 3 centímetros de largo. Las flores de amplia apertura, son blancas y de color verde pálido en el exterior. Miden 5.5 a 6.7 centímetros de largo y tienen diámetros de 4,7-7 centímetros. Los frutos son esféricos y alcanzan un diámetro de 4,2 a 6 centímetros, desgarran los lados y contienen una pulpa de color magenta.

## Taxonomía
Pilosocereus catingicola fue descrita por (Gürke) Byles & G.D.Rowley y publicado en Brasilien und seine Sauelenkakteen 104 1933.
Etimología
Pilosocereus: nombre genérico que deriva de la  palabra  griega:
pilosus que significa "peludo" y Cereus un género de las cactáceas, en referencia a que es un Cereus peludo.
catingicola: epíteto geográfico que alude a su localización la Caatinga
Sinonimia
- Cereus catingicola
- Cephalocereus catingicola
- Pilocereus catingicola
- Pseudopilocereus catingicola
- Pilocereus arenicola
- Pilosocereus arenicola
- Pilocereus hapalacanthus
- Pilosocereus hapalacanthus
- Pseudopilocereus hapalacanthus
- Pilocereus rupicola
- Pilosocereus rupicola
- Pilocereus salvadorensis
- Pilosocereus salvadorensis
- Austrocephalocereus salvadorensis
- Pseudopilocereus salvadorensis
- Pilocereus sergipensis
- Pseudopilocereus sergipensis
- Pilosocereus robustus
- Pseudopilocereus robustus[2]
- Pilosocereus catingicola ssp. hapalacanthus
- Cephalocereus sergipensis
- Cephalocereus rupicola
- Pseudopilocereus rupicola
- Pilosocereus catingicola ssp. robustus
- Cephalocereus hapalacanthus
- Pilosocereus catingicola ssp. arenicola[3]